# Anomala encausta
Anomala encausta är en skalbaggsart som beskrevs av Candeze 1869. Anomala encausta ingår i släktet Anomala och familjen Rutelidae. Inga underarter finns listade i Catalogue of Life.